# Disc golf

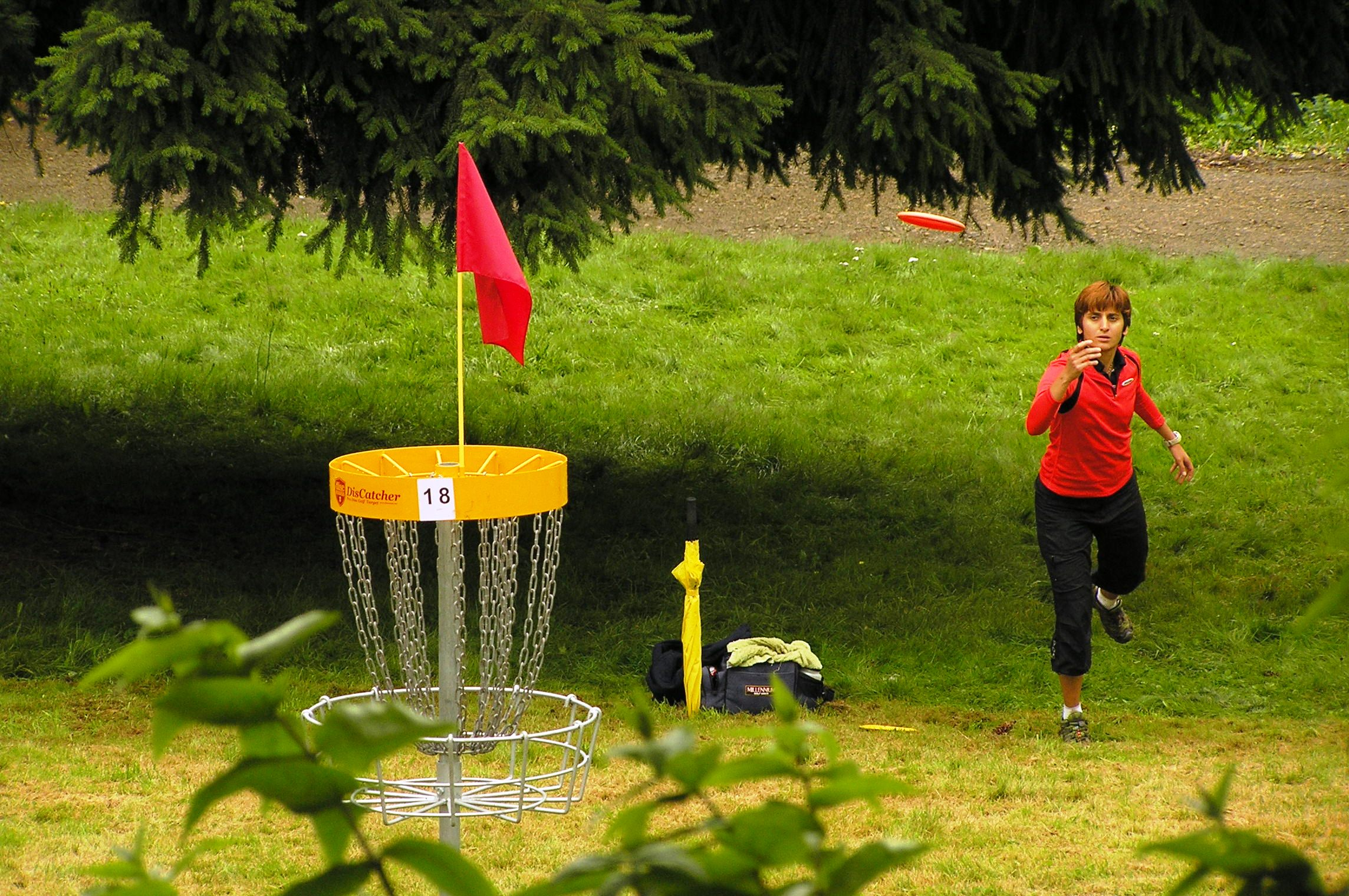
Fase di gioco del Disc golf

Il disc golf, detto anche frisbee golf, è una disciplina del frisbee in cui i giocatori lanciano un disco in un bersaglio, che solitamente è un cesto.

## Descrizione del gioco
Si gioca solitamente su un percorso di 9 o 18 buche, ma esistono altri formati comuni. I giocatori completano una buca lanciando il disco da una posizione di partenza, lanciando di nuovo dalla posizione di atterraggio del disco fino a raggiungere il bersaglio. I giocatori cercano di completare il percorso nel minor numero di tiri totali.
La Professional Disc Golf Association ha registrato oltre 200 000 membri in 54 paesi.